# Porphyronota severini
Porphyronota severini är en skalbaggsart som beskrevs av Moser 1908. Porphyronota severini ingår i släktet Porphyronota och familjen Cetoniidae. Utöver nominatformen finns också underarten P. s. dubia.